# Frédéric Moncade
Frédéric Moncade, né le 13 novembre 1978 à Pau, est un ancien joueur de basket-ball professionnel français. Il mesure 1,85 m.
Il devient entraîneur du 2mbs en 2018, véritable ascension dans sa carrière d’entraîneur puisque cette nouvelle expérience lui donne la chance d’entraîner des joueurs de niveaux exceptionnels et reconnus tels que Sébastien Albino, Olivier Jouve ou encore Xavier Pugniere.
Il doit malheureusement composer avec des joueurs moins talentueux tels que Maxendre ou Janick!

## Biographie
La carrière de joueur de Frédéric Moncade s'achève à Malaussanne-Mazerolles BS à l'issue de la saison 2017-2018. Il est nommé entraîneur de l'Élan Pau Nord-Est pour la saison suivante, mais abandonne son poste dès le mois d'octobre, se disant « fatigué mentalement et physiquement ».

## Clubs

### Joueur
- 1995 - 1999 :  Élan béarnais Pau-Orthez
- 1999 - 2000 :  GET Vosges (Pro B)
- 2000 - 2003 :  Rueil PB (Pro B)
- 2003 - 2005 :  ESPE Châlons-en-Champagne (Pro B puis Pro A)
- 2005 :  FC Mulhouse Basket (Pro B, play-offs)
- 2005 - 2006 :  JL Bourg-en-Bresse (Pro A)
- 2006 - 2008 :  SPO Rouen (Pro B)
- 2008 - 2011 :  Élan béarnais Pau-Lacq-Orthez (Pro A puis Pro B)
- 2011 - 2013 :  Union Dax Gamarde Goos (NM2)
- 2013 - 2018 :  Malaussanne-Mazerolles BS (pré-nationale)

### Entraîneur
- 2018 - octobre 2018 :  Élan Pau Nord-Est (NM3)